# Erste Guthirt-Kirche (Ostermundigen)

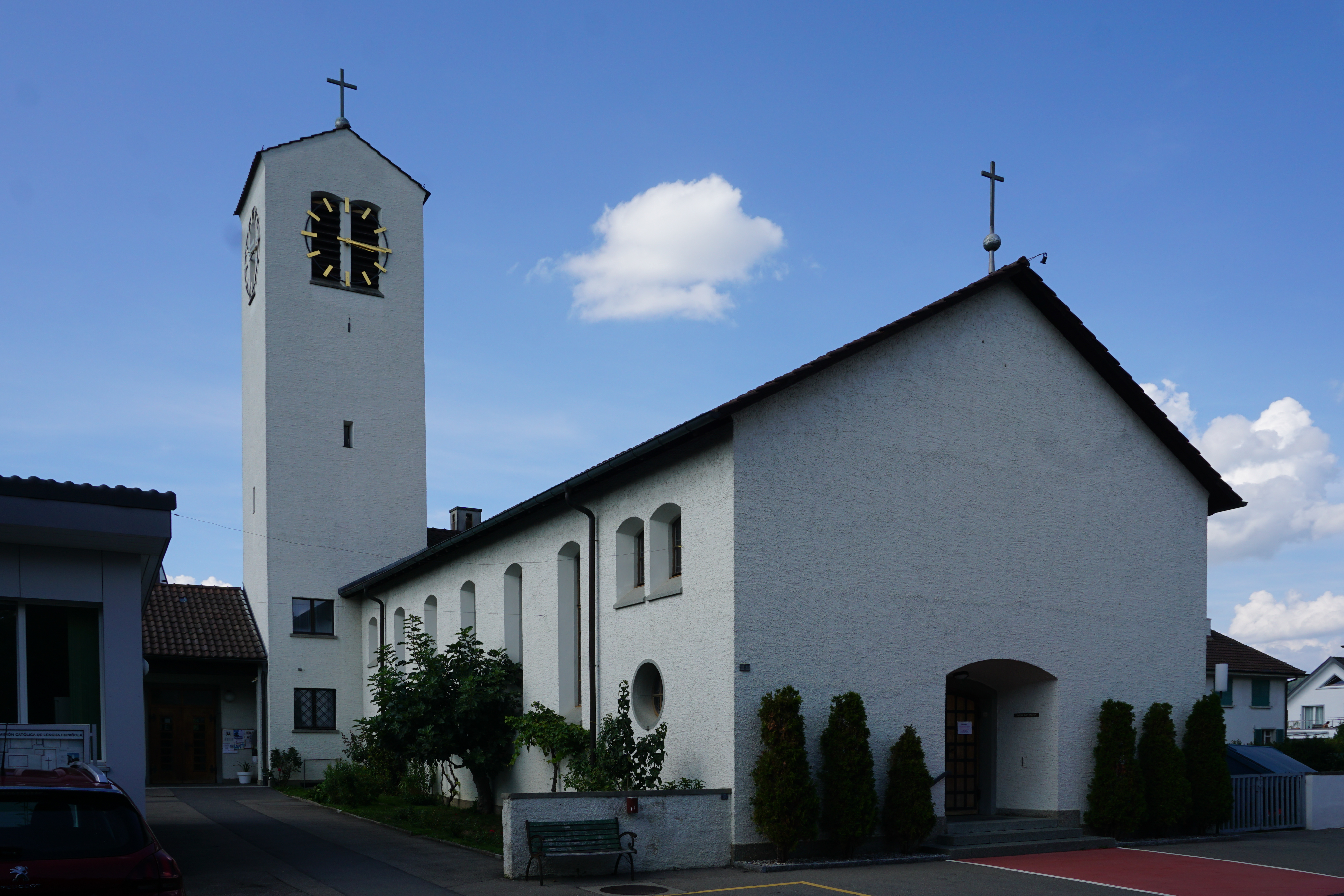
Erste Guthirt-Kirche

Die erste Guthirt-Kirche (Iglesia El buen Pastor) an der Sophiestrasse 5 in Ostermundigen wurde als erste Kirche des Orts für die römisch-katholische Guthirt-Pfarrei gebaut. Sie dient seit 1986 der römisch-katholischen, spanischsprachigen Mission Bern als Gotteshaus.

## Geschichte
Die Gemeindegebiete von Ostermundigen und der Orte im Worblental wurden ursprünglich von der Marien-Pfarrei in Bern betreut. Auf Bestreben von Pfarrer Ernst Simonett wurde 1932 ein Grundstück an der Sophiestrasse in Ostermundigen gekauft, um dort für das weitläufige Gebiet eine Kirche zu bauen. Am 11. April 1937 wurde der Grundstein gelegt.
Nach den Plänen des Architekten Alban Gerster und der Mitarbeit von Wilhelm Meyer entstand in sechsmonatiger Bauzeit die Kirche mit Turm und angebautem Pfarrsaal. Am 17. Oktober 1937 wurde die Kirche eingeweiht. Es war die erste Kirchweihe des neugewählten Bischofs Franziskus von Streng, dem von seiner Tätigkeit als Vikar der für Ostermundigen zuständigen Berner Dreifaltigkeitskirche die Gemeinde wohl bekannt war. Das Pfarrhaus wurde 1942 erstellt und als erster Pfarrer zog dort Emil Hänggi ein. Die Pfarrei Guthirt wurde erst 1967 staatlich anerkannt.

## Bau und Ausstattung

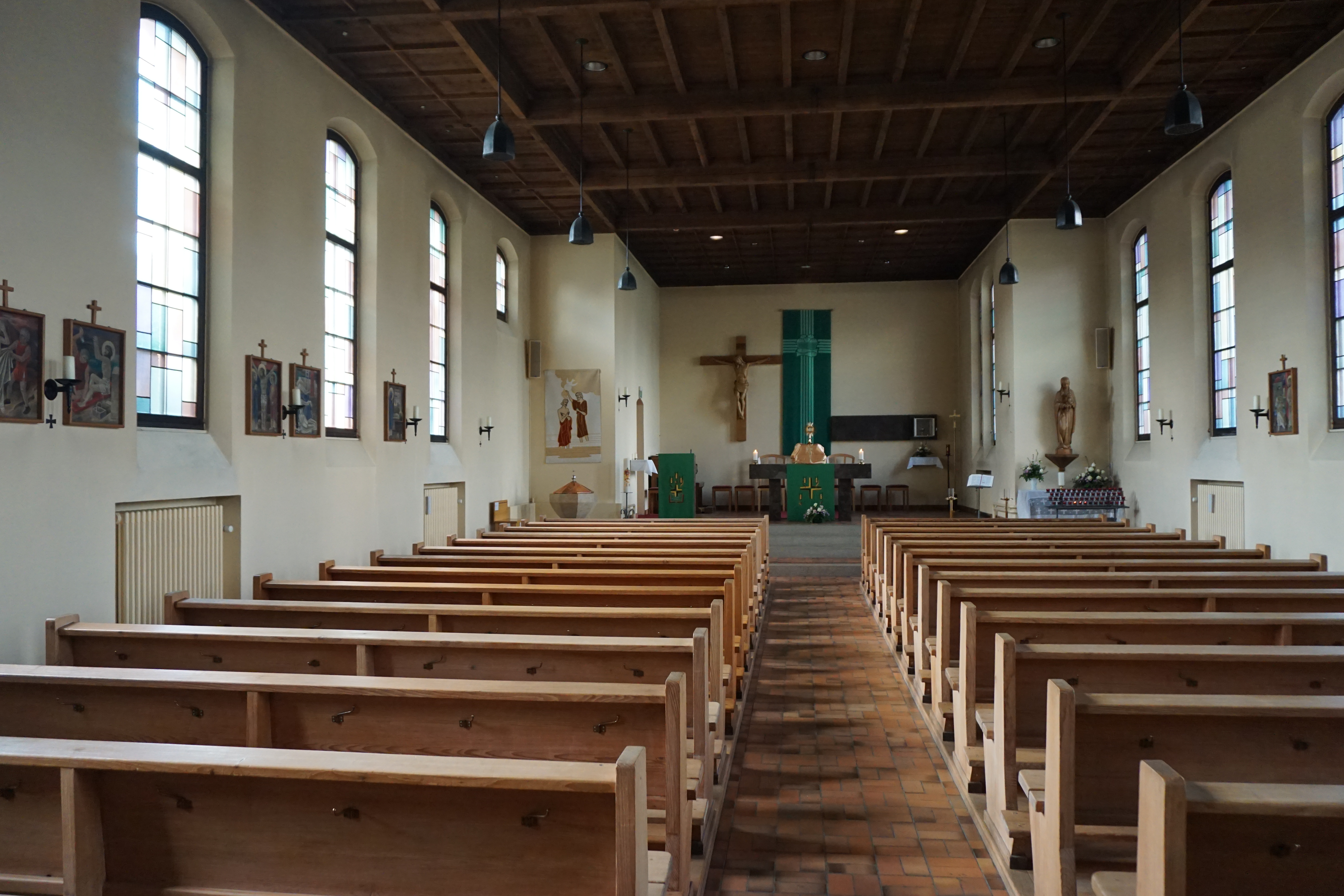
Innenübersicht

Als ein schlichter Saal mit eingezogenem Rechteckchor, noch dem Stil einer traditionellen Prozessionskirche verpflichtet, mit zum erhöhten Altarraum führendem Mittelgang und beidseitig streng angeordneten Kirchenbänken, präsentiert sich die Kirche unverändert seit der Bauzeit. Das grosse Kreuz an der Scheitelwand des Chors besteht seit der Einweihung der Kirche. Der Altar und die übrige Ausstattung wurde später der neuen Liturgie angepasst. An den Längswänden des Schiffs sind jeweils fünf schmale Fenster mit Segmentbogen eingelassen. Die Verglasung mit farbigen, rechteckigen Scheiben besorgte gem. Signatur die Berner Kunstglaserei Carl Reich. Im runden Fenster unter der Empore ist die Taufe Jesu durch Johannes dargestellt. Unter der Fensterreihe sind beidseitig die Bilder der 14 Kreuzwegstationen aufgehängt. An der rechten Chormauer steht erhöht auf einer Säule eine hölzerne Marienstatue. In der Mitte der Empore befindet sich eine kleine Orgel. Auf dem links an den Chor angebauten Turm hängen drei Glocken und ein mechanisches Uhrwerk für die vier Zifferblätter der Turmuhr.